# طلوع خورشید ساوانا
طلوع خورشید ساوانا (به انگلیسی: Savannah Sunrise) که توسط شبکه نمایش با عنوان «سفر لورین» پخش شده است، یک فیلم کمدی آمریکایی محصول سال ۲۰۱۶ به کارگردانی راندال استیونز و بازیگری شاونی اسمیت، پاملا رید، کلیر کری و شاون کریستین است. «ساوانا» اشاره به شهر ساوانا در ایالت جورجیا در آمریکا دارد.

## بازیگران
- شاونی اسمیت در نقش جوی
- پاملا رید در نقش لورین
- شاون کریستین در نقش فیل
- کلیر کری در نقش آنجی
- مادلین کلاین در نقش ویلو
- ویتالی اندرو لابئو در نقش رایان

## تولید
فیلم‌برداری اصلی این فیلم در آگوستا، جورجیا و ایندیان لند، کارولینای جنوبی انجام شد و در اواخر مارس ۲۰۱۶ به پایان رسید.